# 双塔镇 (瓜州县)
双塔乡，是中华人民共和国甘肃省酒泉市瓜州县下辖的一个乡镇级行政单位。

## 行政区划
双塔乡下辖以下地区：
金河村、新华村、古城村、福泉村和月牙墩村。